# Глазово (Дмитровський міський округ)
Гла́зово (рос. Глазово) — присілок у складі Дмитровського міського округу Московської області, Росія.

## Населення
Населення — 42 особи (2010; 29 у 2002).
Національний склад (станом на 2002 рік):
- росіяни — 97 %